# 麥比耶·尼安
姆巴耶‧巴巴卡·尼昂（法語發音：[ˈm.be ˈniˈɑŋ]），1994年12月19日—），是一名法國出生的塞內加爾職業足球員，現效力於摩洛哥足球甲級聯賽球隊韋達。司職翼鋒、前鋒。

## 外部連結
- 麥比耶·尼安 – 法國職業足球聯賽数据 – 支持法语（已存档）
- 麥比耶·尼安在《隊報》足球中的档案 （法文）